# Ruth Hale
Ruth Hale (Rogersville, Tennessee, 1887-Nueva York, 18 de septiembre de 1934) fue una periodista estadounidense que trabajó por los derechos de las mujeres en la ciudad de Nueva York durante la era anterior y posterior a la Primera Guerra Mundial. Fue socia de la Mesa Redonda Algonquin .
Fue la fundadora de la Liga Lucy Stone, una organización cuyo lema era «Mi nombre es el símbolo de mi identidad y no debe perderse». La causa de Hale la llevó a luchar para que las mujeres pudieran conservar legalmente sus nombres de soltera después del matrimonio. Impugnó en los tribunales cualquier edicto gubernamental que no reconociera a una mujer casada por el nombre que eligiera usar.

## Biografía
A los 13 años, ingresó en el Hollins Institute (hoy Hollins University) de Roanoke, Virginia. Tres años más tarde, se marchó para estudiar en la Academia de Bellas Artes Drexel (actual Universidad Drexel) de Filadelfia, donde se formó en pintura y escultura, pero la escritura era su verdadera vocación.
Cuando Hale tenía 18 años, se incorporó como periodista escribiendo para el consorcio Hearst en Washington, D. C. Fue una escritora muy solicitada, asistió a las fiestas en la Casa Blanca cuando el presidente Woodrow Wilson estaba en el cargo. Trabajó en el The Washington Post hasta que regresó a Filadelfia para ser crítica de teatro en el Philadelphia Public Ledger. Hale también se dedicó a escribir sobre deportes, algo poco común para las mujeres de la época. Se trasladó a la ciudad de Nueva York alrededor de 1915 y se convirtió en articulista de The New York Times, Vogue y Vanity Fair. También se interesó por el teatro, actuó en Broadway tres veces en su vida.

## Los derechos de las mujeres y otros activismos
A principios de 1921, Hale se enfrentó al Departamento de Estado de los Estados Unidos y exigió que se le expidiera un pasaporte como «Ruth Hale» y no como «Sra. Heywood Broun». El gobierno se negó; ninguna mujer había recibido un pasaporte con su nombre de soltera hasta ese momento. No pudo evitar la burocracia y el gobierno le expidió el pasaporte con el nombre de «Ruth Hale, también conocida como Sra. Heywood Broun». Ella se negó a aceptarlo y canceló su viaje a Francia, al igual que su marido.
En mayo de 1921, se cree que Hale fue la primera mujer casada a la que se le otorgó una escritura de propiedad inmobiliaria a su nombre para una casa de apartamentos en el Upper West Side de Manhattan. Poco después, fue elegida presidenta de la Liga Lucy Stone, un grupo que fundó basándose en la decisión de Lucy Stone de mantener su apellido de soltera después del matrimonio. El grupo eligió a Rose Falls Bres como asesora legal. Bres, que pronto sería nombrada presidenta de la Asociación Nacional de Mujeres Abogadas, había sido la abogada de Hale durante su batalla con el Departamento de Estado. Heywood Broun estaba entre los hombres presentes, y apoyó a su esposa en sus gestiones. Otras mujeres de Lucy Stoners eran Jane Grant, esposa de Harold Ross, el fundador de The New Yorker, y Beatrice Kaufman, cónyuge del dramaturgo George S. Kaufman.
Hale y Broun compraron una granja en Stamford, Connecticut, pero vivían en casas separadas. Empezó a dedicar más tiempo a las causas de los derechos de la mujer y menos al periodismo.
En agosto de 1927 asumió un papel destacado en la protesta por las ejecuciones de los anarquistas acusados de asesinato Sacco y Vanzetti. Viajó a Boston como parte del comité de defensa, junto con Dorothy Parker y John Dos Passos, pero los detenidos fueron condenados a muerte. La campaña tuvo un efecto movilizador en ella y la llevó a luchar contra la pena de muerte.
En 1929, Edward Bernays decidió contratar a las mujeres para que fumaran sus "Antorchas de la libertad" mientras participaban en el desfile del Domingo de Pascua en Nueva York. Era algo novedoso porque, hasta ese momento, a las mujeres sólo se les permitía fumar en determinados lugares como en la intimidad de sus hogares. Bernays fue muy meticuloso a la hora de elegir a las mujeres que desfilaban, «aunque debían ser guapas, no debían parecer demasiado modelos», y contrató a sus propios fotógrafos para asegurarse de que se tomaran buenas fotos que luego se publicaran en todo el mundo. Hale pidió a las mujeres que se unieran a la marcha diciendo: «¡Mujeres! ¡Encended otra antorcha de la libertad! Combatid otro tabú sexua».

## Matrimonio y familia
Hale conoció a Heywood Broun, un popular columnista de un periódico deportivo, en un partido de béisbol de los New York Giants en el Polo Grounds. Se casaron el 6 de junio de 1917. Cuando Broun fue enviado a Francia para informar sobre la guerra, Hale fue con él, escribiendo para la edición de París del Chicago Tribune. En 1918, Hale dio a luz a su único hijo, Heywood Hale Broun, en la ciudad de Nueva York.

## Vida posterior y muerte
Si bien era inteligente, audaz y honesta, a lo largo de su vida se sintió frustrada por su estilo demasiado severo y a menudo hiriente. El escritor y abogado Newman Levy, amigo desde mucho tiempo atrás de Hale y Broun, recordó un amargo intercambio entre Hale y una persona no identificada. Adversario: «El problema contigo, Ruth, es que no tienes sentido del humor». Hale: «Gracias a Dios que no estoy maldita con el lastre del sentido del humor».
Durante las décadas de 1920 y 1930 continuó escribiendo, reseñó libros para el Brooklyn Eagle y trabajó como agente de prensa teatral. Era una figura destacada en la comunidad de escritores de Nueva York y, con su pareja, era socia de la Mesa Redonda Algonquin en el Hotel Algonquin.
Hale y Broun se divorciaron en México en noviembre de 1933, aunque ambos permanecieron unidos y siguieron residiendo en la misma vivienda en Connecticut.
Diez meses después, en septiembre de 1934, Hale enfermó de una fiebre intestinal en su casa de Stamford. Broun llevó a su exesposa al Doctor's Hospital del Upper East Side de Manhattan, pero ya era demasiado tarde. Murió el 18 de septiembre a los 47 años. Fue enterrada en su ciudad natal, Rogersville, Tennessee

## Representación cinematográfica
Hale fue interpretada por la actriz Jane Adams en la película de 1994 La señora Parker y el círculo vicioso.